# Ken Caillot
Ken Caillot (29 aprile 1998) è uno sciatore alpino francese.

## Biografia
Attivo in gare FIS dal dicembre del 2014, Caillot in Coppa Europa ha esordito il 3 gennaio 2016 a Val-Cenis in slalom speciale, senza completare la gara, e ha ottenuto il primo podio il 28 febbraio 2020 a Kvitfjell in discesa libera (3º); ha debuttato in Coppa del Mondo il 17 febbraio 2024 nelle medesime località e specialità (32º). Non ha preso parte a rassegne olimpiche o iridate.

## Palmarès

### Coppa Europa
- Miglior piazzamento in classifica generale: 28º nel 2020
- 2 podi:
  - 1 secondo posto
  - 1 terzo posto

### South American Cup
- Miglior piazzamento in classifica generale: 8º nel 2024
- 2 podi:
  - 1 secondo posto
  - 1 terzo posto